# أرلي بيرك-فئة مدمرات صواريخ موجهة
أرلي بيرك، هي فئة مدمرات صواريخ موجهة (دي دي جي) تابعة للبحرية الأمريكية، مبنية بنظام (إيجس كومباكت سيستم) ونظام ردار أس بي واي-1دي السلبي متعدد الوظائف المنفعل إلكترونيا. تم تسمية الفئة نسبة للأدميرال أرلي بيرك، ضابط المدمرة الأمريكية في الحرب العالمية الثانية، ثم قائد العمليات البحرية لاحقا. تم تكليف الفئة خلال حياة الأدميرال أرلي بيرك. .

## مطالعة إضافية
- Sanders, Michael S. (1999). The Yard: Building a Destroyer at the Bath Iron Works. New York: HarperCollins. ISBN:0-06-019246-1. مؤرشف من الأصل في 2022-05-31. Describes the construction of Donald Cook  [لغات أخرى]‏ (DDG-75) at Bath Iron Works.

## وصلات خارجية
- Arleigh Burke-class destroyers at Destroyer History Foundation
- Arleigh Burke unit list on globalsecurity.org
- Arleigh Burke-class (Aegis) page on naval-technology.com
- Arleigh Burke Flight I & Flight II Class destroyer- United States Navy on navyrecognition.com